# Tel·luromandarinoïta
La tel·luromandarinoïta és un mineral de la classe dels òxids.

## Característiques
La tel·luromandarinoïta és un òxid de fórmula química Fe3+₂Te₃O9·6H₂O. Va ser aprovada com a espècie vàlida per l'Associació Mineralògica Internacional l'any 2011, sent publicada per primera vegada el 2017. Cristal·litza en el sistema monoclínic.
Segons la classificació de Nickel-Strunz, la tel·luromandarinoïta pertany a «04.JM - Tel·lurits sense anions addicionals, amb H₂O» juntament amb els següents minerals: keystoneïta, blakeïta, emmonsita, kinichilita, zemannita, graemita i teineïta.

## Formació i jaciments
Va ser descoberta a la mina Tambo, situada al dipòsit El Indio a la província d'Elqui (Coquimbo, Xile), on es troba en forma de cristalls laminats individuals, sovint en agregats. Aquest indret és l'únic a tot el planeta on ha estat descrita aquesta espècie mineral.